# Десук
Десук (арап. دسوق) је град у Египту у гувернорату Кафр ел Шејх. Према процени из 2008. у граду је живело 109.787 становника.

## Становништво
Према процени, у граду је 2008. живело 109.787 становника.
| 1986.  | 1996.  | 2006.   |
| ------ | ------ | ------- |
| 78.316 | 91.318 | 106.868 |